# Titoff
Pour l’article ayant un titre homophone, voir Titof.
Ne doit pas être confondu avec Titeuf ou Tiitof.
Christophe Junca, dit Titoff, est un humoriste et comédien français, né le 18 juillet 1972 à Marseille (Bouches-du-Rhône).

## Biographie

### Jeunesse et formation
Gérard Junca, peintre marseillais, entrepreneur en bâtiment et Aline Junca (pied-noir née à Oran), coiffeuse puis femme au foyer, donnent naissance à Laurent en 1968 puis à Christophe en 1972.
Dans son enfance, Christophe se destine à devenir gardien de but. Il joue pendant son adolescence dans le centre de formation du club de Martigues, mais sans grand résultat. De quelques semaines seulement le cadet d'un certain Zinédine Zidane, il jouera avec et contre lui, en tant que joueur du club de football de la Cayolle. Il racontera que ça contribuera à le faire renoncer à une carrière de footballeur professionnel. À la même époque, la prestation de Gérard Lanvin en « chevalier blanc » dans le film Vous n'aurez pas l'Alsace et la Lorraine réalisé par Coluche lui donne envie de se lancer dans le spectacle. Il commence en 1989 à prendre des cours de comédie au Delta-Théâtre de Bernard Viot[pas clair].

### Débuts et révélation sur scène (années 1990)
À partir de 1990, il débute dans le restaurant de son frère à Saint-Tropez par deux sketchs que lui a écrits Laurent, puis assure Les Impros du Lundi avec le Delta-Théâtre au Chocolat-Théâtre de Marseille de Claude Prévost. Il trouve là sa véritable passion : la comédie.
Il fonde Les Locos avec Anthony Sajan-Parker, Jean-Jerôme Esposito, Clara Michel et Réda Ben Hassen. Après une année et demie de créations de spectacles aux travers de différents café-théâtres et théâtres marseillais, Anthony Sajan-Parker et Clara Michel quittent les Locos, le groupe recrute alors une nouvelle comédienne et c'est avec cette nouvelle formation qu'il fait une apparition dans Studio Gabriel de Michel Drucker.
Il crée son premier one-man-Show au Chocolat-Théâtre en août 1995. Il se fait remarquer par Romain Bouteille, présent le soir de la première.
Après des représentations au Chocolat-Théâtre et au Théâtre de l'Odéon sur la Canebière, il est remarqué au Quai du Rire d'Eliane Zayan par Jean-Luc Delarue, qui le produit à Paris. Il ne remporte cependant pas un grand succès et c'est avec la mise en scène de Dominique Farrugia, à nouveau au Chocolat-Théâtre, qu'il commence à rencontrer réellement le public.
Dès l'année 2000, il entame une tournée des salles parisiennes : alors qu'il joue au Trévise, Thierry Ardisson, animateur de la très populaire émission Tout le monde en parle, diffusée chaque samedi soir sur France 2 depuis 1998, lui propose d'intervenir comme « sniper » humoriste improvisant de l'ironie instantanée, en alternance avec Laurent Baffie. Il fait même certaines émissions en même temps que ce dernier. L'émission le révèle auprès d'un grand public. Il joue son spectacle au Palais des Glaces, puis l'Olympia. Il quitte alors l'émission, pour se consacrer au cinéma.

### Carrière au cinéma (2000-2007)
Son premier rôle au cinéma est dans Comme Un Aimant le film d'Akhenaton. Par la suite, il interprète l'amant de Marion Cotillard dans  le thriller psychologique Les Jolies Choses, de Gilles Paquet-Brenner, sorti en 2001.
Il retrouve le réalisateur pour un projet plus commercial, la comédie d'action Gomez et Tavarès, sortie en 2003. Avec Stomy Bugsy, il forme un duo de flics aux méthodes musclées. La même année, il est au casting du drame historique Rencontre avec le dragon, écrit et réalisé par Hélène Angel. Il y côtoie Daniel Auteuil, Sergi López et Emmanuelle Devos. La même année, il joue au Casino de Paris son deuxième one-man-show.
En 2004, il partage l'affiche de la comédie L'Incruste, fallait pas le laisser entrer !, avec Frédéric Diefenthal, mais aussi Zoé Félix, et joue sur scène son troisième one-man show au Palais des Glaces.
En 2005, il attire l'attention de la critique en tête d'affiche du drame Cavalcade, pour lequel il a de nouveau pour partenaire Marion Cotillard.
En 2007, il retrouve un registre comique pour la suite Gomez vs Tavarès, toujours sous la direction de Gilles Paquet-Brenner et aux côtés de Stomy Bugsy. Il s'agit de son dernier long-métrage. Il livre aussi son quatrième one-man-show, Métrosexuel.
Cette même année, il entame une collaboration avec Laurent Ruquier.

### Carrière à la télévision et à la radio (à partir de 2007)
Du 12 décembre 2007 jusqu'à la dernière en 2014, il fait partie de l'équipe régulière de l'émission de radio à succès On va s'gêner, sur Europe 1. Il y est souvent raillé pour son manque de ponctualité et son inculture dont il semble pourtant fier. Il se fait surnommer « Titi » par les autres membres de la "Bande à Ruquier".
En 2009, il est au casting de la série familiale de TF1, Vive les vacances !, de Stéphane Kappes. Parallèlement, il crée le personnage humoristique du professeur Jacky Love, qui se prétend expert en amour et sexe, et est invité sur de nombreux plateaux télé. Un DVD sort le 7 décembre 2009. La première saison reste sans suite.
En 2012, il revient sur TF1 dans deux programmes : d'abord en tant que comédien dans la série familiale Vive la colo!, de Didier Le Pêcheur et Dominique Ladoge, puis en tant que chroniqueur dans la nouvelle émission Vendredi tout est permis, présentée par Arthur.
La chaîne le rappelle donc : à l'automne 2013, il participe à la quatrième saison de l'émission Danse avec les stars sur TF1, aux côtés de la danseuse Silvia Notargiacomo et termine huitième de la compétition.
Le 18 janvier 2014, il co-présente l'émission La Grande Soirée du rire sur France 2 aux côtés de Virginie Guilhaume. Dans la même période, Ruquier le convoque pour participer à L'Émission pour tous,. L'émission est cependant un échec et retirée de l'antenne au bout de trois mois.
En 2014, il participe à l'émission caritative Toute la télé chante pour le sidaction sur France 2. En septembre, nous le retrouvons dans le single Kiss & Love au profit de cette association. La même année, il suit Laurent Ruquier sur RTL en intégrant l'émission à succès Les Grosses Têtes, cette fois dans un rôle beaucoup moins régulier. En 2020, il est juré aux côtés d’Amir, Anggun, Chris Marques et d'autres célébrités dans l'émission Good Singers présentée par Jarry à partir du 17 juillet 2020 sur TF1.

### Youtube

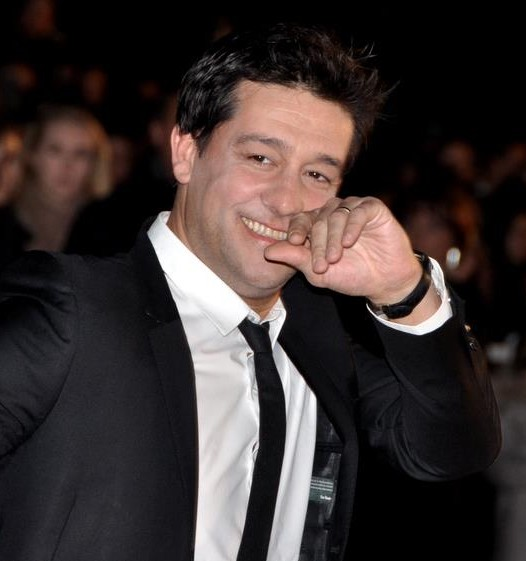
L'humoriste aux NRJ Music Awards 2013.

Parrain des cafés Henry Blanc de Marseille, il joue dans une parodie de la pub Nespresso pour cette compagnie avec Florent Manaudou et fait alors plus d'1 million de vues sur le réseau social.

### Carrière au théâtre (à partir de 2008)
En 2008, Laurent Ruquier co-écrit la pièce Open Bed, sur une mise en scène de Charlotte de Turckheim. Titoff en partage l'affiche avec Elisa Tovati, Raphaël Lenglet, Nadège Beausson-Diagne, Benoît Petitjean, Laurence Arné, Tiffany Chérix au Théâtre des Bouffes-Parisiens à Paris.
En 2012, il revient sur les planches pour son cinquième one-man-show "Déjà de retour".
En 2014, il joue son spectacle 15 ans de scène, où il se produit à travers toute la France et au théâtre de la Michodière à Paris.
En 2017, il revient à la comédie pour le rôle principal d'une pièce, Inséparables, écrite par son propre frère Laurent Junca, sur une mise en scène de Cyril Lecomte. Il y a pour partenaire Armelle Deutsch, et joue au Théâtre de la Michodière à Paris. À la rentrée, il intègre une nouvelle bande, celle de Cyril Hanouna), en devenant sniper remplaçant de Jean-Luc Lemoine de Touche pas à mon poste, sur C8.
En septembre 2018, il présente son nouveau spectacle et premier duo, Amoureux, aux côtés de la comédienne et humoriste lyonnaise Thaïs Vauquières. Entre sketchs et théâtre, Amoureux aborde le sujet de la différence d'âge au sein du couple. Co-écrit avec Amélie Borgese et mis en scène par Julien Mairesse, le spectacle est programmé au café-théâtre Le rideau rouge, à Lyon, avant une tournée prévue dans toute la France.
En 2019, il remonte sur scène avec Amoureux, cette fois-ci aux côtés de la comédienne Roxane Turmel. Pour la reprise du spectacle, c'est l'humoriste et comédien Patrick Timsit qui apporte sa collaboration artistique à la mise en scène. La nouvelles tournée débute au mois de juillet avec une première date en Corse, à l'occasion du festival Cap sur le rire, suivie de plusieurs semaines au Théâtre de la Gaîté-Montparnasse, à Paris.

### Vie privée
Marié avec Tatiana Tokmakova, Titoff est le père d'une fille prénommée Rose, née le 10 février 2009.

## Théâtre
- 2008 : Open Bed, de David Serrano et Roberto Santiago, mise en scène de Charlotte de Turckheim, adaptation de Laurent Ruquier, avec Elisa Tovati, Raphaël Lenglet, Nadège Beausson-Diagne, Benoît Petitjean, Laurence Arné, Tiffany Chérix au Théâtre des Bouffes-Parisiens à Paris.
- 2017 : Inséparables de Laurent Junca, mise en scène Cyril Lecomte avec Armelle Deutsch, Arièle Semenoff, Loïc Legendre et Clémence Ansault, Théâtre de la Michodière à Paris.
- 2018 : Amoureux[9], co-écrit avec Amélie Borgese, mise en scène de Julien Mairesse, avec Thaïs Vauquières.
- 2019 : Amoureux, co-écrit avec Amélie Borgese, collaboration artistique de Patrick Timsit à la mise en scène, interprété en duo avec la comédienne Roxane Turmel.

## One-man-shows
- 2000 :  Titoff à l'Olympia
- 2003 :  Titoff au Casino de Paris
- 2004 :  Titoff au Palais des Glaces
- 2007 :  Métrosexuel
- 2012 :  Déjà de retour
- 2014 : 15 ans de scène
- 2024 : Showbiz

## Filmographie

### Cinéma
- 1997 : Marius et Jeannette de Robert Guédiguian (figuration)
- 2000 : Comme un aimant d'Akhenaton et Kamel Saleh : Santino
- 2001 : Les Jolies Choses de Gilles Paquet-Brenner : Sébastien
- 2003 : Gomez et Tavarès de Gilles Paquet-Brenner : Lieutenant Maxime « Max » Tavarès
- 2003 : Rencontre avec le dragon d'Hélène Angel : Hugues de Pertuys
- 2004 : L'Incruste, fallait pas le laisser entrer ! d'Alexandre Castagnetti et Corentin Julius : Paul
- 2005 : Cavalcade de Steve Suissa : Léo
- 2005 : Convivium, court-métrage de Michaël Nakache : Quentin
- 2007 : Gomez vs Tavarès de Gilles Paquet-Brenner et Cyril Sebas : Lieutenant Maxime « Max » Tavarès
- 2007 : Tous à l'Ouest, film d'animation d'Olivier Jean Marie : voix de Monsieur Pierre
- 2022 : Les Gagnants de Laurent Junca et Azedine Bendjilali : le gardien
- 2023 : Les Déguns 2 de Cyrille Droux et Claude Zidi Jr. : le patron du bar

### Télévision
- 2009 : Vive les vacances ! de Stéphane Kappes
- 2012 : Vive la colo! de Didier Le Pêcheur et Dominique Ladoge : Loïc
- 2012 : Nos chers voisins fêtent Noël : Thomas, le frère de Karine et petit ami éphémère de Chloé, pompier
- 2013 : Vive la colo! (saison 2) de Stéphane Clavier : Loïc
- 2014 : Nos chers voisins : fête des voisins : Thomas
- 2014 : publicité pour le café Henry Blanc[10] (parodie de la pub Nespresso avec Florent Manaudou)
- 2015 : Joséphine, ange gardien, épisode Tous au zoo : Alex
- 2021 : Profession comédien sur TMC : lui même

## Émissions de télévision et radio

### Télévision

#### Participant / candidat
- 2000 : Fort Boyard sur France 2
- 2004, 2007, 2011, 2014 : Qui veut gagner des millions ? sur TF1
- Depuis 2012 : Vendredi tout est permis sur TF1
- 2013 : Saison 4 de Danse avec les stars sur TF1
- 2014 : L'émission pour tous sur France 2
- 2014 : Qu'est-ce que je sais vraiment ? (M6)
- 2014 : L'Œuf ou la Poule ? sur D8 : candidat
- 2015 : Le Grand Blind Test sur TF1
- 2016 : Saison 1 du Meilleur Pâtissier, spécial célébrités sur M6
- 2020 : Boyard Land sur France 2
- Depuis 2020  : Le Grand Concours sur TF1
- 2020-2021 : Good Singers sur TF1
- 2023 : Les Plus Belles Vacances sur TF1
- 2023 : Le Grand Quiz, sur TF1
- 2024 : Qui dort perd : la grande expérience sur France 2

#### Animateur
- 2014 : La Grande Soirée du rire : co-présentation avec Virginie Guilhaume (France 2)
- 2015 : La Grosse émission (Comédie)
- 2018 : Promis, c'est la dernière : co-présentation avec Rachel Legrain-Trapani (TF1)
- 2024 : Titoff fait son chef (France 3 Provence-Alpes)

#### Chroniqueur
- 2016 : L'Hebdo Show puis Cinq à sept avec Arthur (TF1)
- 2017-2018 : Touche pas à mon poste ! (C8)
- 2017-2018 : La magie selon Gueny (C8)
- 2017-2018 : C'est que de la télé (C8)

### Radio
- En 2007 : À moi les pépettes sur NRJ
- De 2008 à 2014 : On va s'gêner sur Europe 1
- Depuis 2014 : Les Grosses Têtes sur RTL : sociétaire

## Littérature-jeunesse
- Narrateur de l'album-cd Tétère la grenouille 1. Les géants (Editions 2 pies tant mieux/ 2016)
- Narrateur de l'album-cd Tétère la grenouille 2. Les géants (Editions 2 pies tant mieux / 2019)